# Espansione (linguistica)
L'espansione, in linguistica, è la proprietà di un enunciato di essere ampliato con elementi accessori, la cui assenza non compromette la comprensione dello stesso. Il fatto che a partire da elementi di base sia possibile produrre combinazioni, a loro volta combinabili, è una delle proprietà fondamentali del linguaggio sul piano sintattico.
Si indica con "espansione" anche lo stesso elemento accessorio.
L'espansione è strettamente correlata ad una caratteristica molto importante del linguaggio, la ricorsività, ed è realizzata tipicamente dal meccanismo detto "incassamento".